# Ross Vintcent

a Compétitions nationales et continentales officielles uniquement.

b Matchs officiels uniquement.
Dernière mise à jour le 2 mars 2024.
Ross Vintcent, né le 5 juin 2002 à Johannesbourg (Afrique du Sud), est un joueur international italien d'origine sud-africaine de rugby à XV jouant aux postes de troisième ligne aile ou de troisième ligne centre avec les Exeter Chiefs en Premiership depuis 2022.

## Biographie

### Jeunesse et formation
Ross Vintcent est né à Johannesbourg en Afrique du Sud dans une famille avec des origines italiennes, du côté de son grand-père maternel,,,,.
Sa famille déménage à Dubaï dans son enfance, avant qu'il ne retourne en Afrique du Sud au Cap, dans une école dispensant également une formation rugbystique,,,.
Lors de l'année 2021, il rejoint l'Accademia FIR, centre de formation national avec une équipe qui évolue en Championnat d'Italie de 2e division,.

### Carrière en club
Ross Vintcent intègre ensuite l'effectif professionnel de United Rugby Championship des Zebre en 2022 en tant que Permit player,.
Il joue son premier match avec le Zebre le 6 mai 2022, lors d'un match de United Rugby Championship contre Cardiff Rugby,.
En juin 2022, il rejoint l'université d'Exeter, dont les partenariats lui permettent de jouer avec le club anglais des Exeter Chiefs, évoluant en Premiership,.

### Carrière en équipe nationale
En juin 2020, il est sélectionné avec l'équipe d'Italie des moins de 20 ans pour le Tournoi des Six Nations des moins de 20 ans, participant aussi à l'édition suivante,.
En juin 2022, il est retenu pour les Six Nations Summer Series des moins de 20 ans.
En février 2024, il est sélectionné pour la première fois avec l'équipe d'Italie dans le cadre du Tournoi des Six Nations,,,. Il obtient sa première sélection le 11 février, lors du match contre l'équipe d'Irlande, comme remplaçant. Il est titularisé pour la rencontre suivante contre l'équipe de France,,.

## Statistiques en équipe nationale
| Année | Compétition | Matchs | Points | Essais |
| ----- | ----------- | ------ | ------ | ------ |
| 2024  | Six Nations | 2      | -      | -      |
| Total | Total       | 2      | -      | -      |

## Palmarès
Néant